# Borotice (district de Příbram)
Pour les articles homonymes, voir Borotice.
Borotice (en allemand : Borotitz) est une commune du district de Příbram, dans la région de Bohême-Centrale, en République tchèque. Sa population s'élevait à 426 habitants en 2024.

## Géographie
Borotice se trouve à 6 km au sud de Nový Knín, à 21 km à l'est-nord-est de Příbram et à 40 km au sud-sud-ouest de Prague.

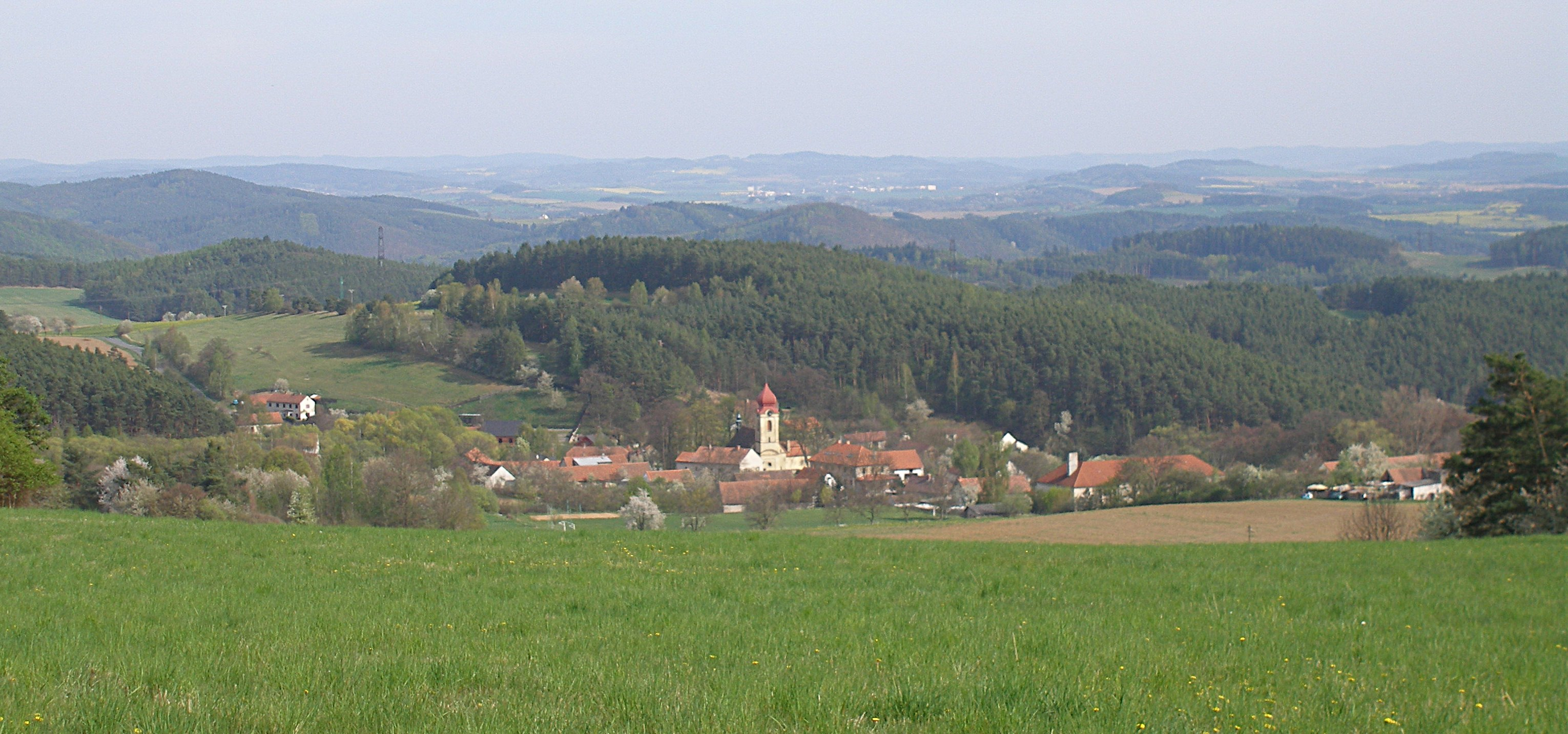
Panorama du village.

La commune est limitée par Nový Knín au nord, par Chotilsko à l'est, par Nalžovice, Křepenice et Županovice au sud, et par Drevníky et Drhovy à l'ouest.

## Histoire
La première mention écrite du village date de 1207. Il se trouve dans la région historique de Bohême.

## Administration
La commune se compose de cinq sections :
- Borotice
- Čelina
- Cholín
- Dražetice
- Hubenov

## Transports
Par la route, Borotice se trouve à 9,5 km de Nový Knín, à 27 km de Příbram et à 56 km du centre de Prague.